# Großweil
Großweil – miejscowość i gmina w Niemczech, w kraju związkowym Bawaria, w rejencji Górna Bawaria, w regionie Oberland, w powiecie Garmisch-Partenkirchen, wchodzi w skład wspólnoty administracyjnej Ohlstadt. Leży około 25 km na północny wschód od Garmisch-Partenkirchen, nad rzeką Loisach, przy autostradzie A95.

## Dzielnice
- Großweil
- Kleinweil

## Demografia
| Rok  | Liczba mieszk. |
| ---- | -------------- |
| 1970 | 863            |
| 1987 | 1 133          |
| 2000 | 1 373          |
| 2005 | 1 433          |

### Struktura wiekowa
Dane o ludności z 31 grudnia 2008:
| Opis                                | Ogółem | Ogółem | Kobiety | Kobiety | Mężczyźni | Mężczyźni |
| ----------------------------------- | ------ | ------ | ------- | ------- | --------- | --------- |
| Jednostka                           | osób   | %      | osób    | %       | osób      | %         |
| Populacja                           | 1412   | 100    | 737     | 52,2    | 675       | 47,8      |
| Wiek przedprodukcyjny (0–17 lat)    | 307    | 21,74  | 160     | 11,33   | 147       | 10,41     |
| Wiek produkcyjny (18–65 lat)        | 836    | 59,21  | 434     | 30,74   | 402       | 28,47     |
| Wiek poprodukcyjny (powyżej 65 lat) | 269    | 19,05  | 143     | 10,13   | 126       | 8,92      |

## Polityka
Wójtem gminy jest Manfred Sporer z CSU/DG, rada gminy składa się z 12 osób.
|      | CSU/DG | FWG | UGW | Razem |
| 2008 | 4      | 5   | 3   | 12    |
| 2002 | 4      | 8   | -   | 12    |

## Oświata
W gminie znajduje się przedszkole (75 miejsc) oraz szkoła podstawowa.